# Daniel Batman
Daniel Batman (né le 20 mars 1981 à Melbourne - mort le 26 juin 2012) est un athlète australien, spécialiste du sprint.

## Biographie
Daniel Batman détient le record d'Océanie en salle sur 400 mètres, avec 45 s 93.
Il a été marié avec la sportive et femme politique Nova Peris, avec qui il a eu deux enfants. Il est également un descendant de John Batman, un des fondateurs de Melbourne.

### Palmarès
| Date | Compétition                    | Lieu       | Résultat | Épreuve   | Performance   |
| ---- | ------------------------------ | ---------- | -------- | --------- | ------------- |
| 1998 | Championnats du monde juniors  | Annecy     | 1er      | 4 × 400 m | 3 min 04 s 74 |
| 2002 | Coupe du monde des nations     | Madrid     | 6e       | 4 × 400 m | 3 min 03 s 65 |
| 2003 | Championnats du monde en salle | Birmingham | 6e       | 400 m     | 46 s 67       |
| 2005 | Championnats du monde          | Helsinki   | 5e       | 4 × 100 m | 38 s 32       |
| 2006 | Coupe du monde des nations     | Athènes    | 6e       | 4 × 100 m | 39 s 48       |
| 2006 | Coupe du monde des nations     | Athènes    | 6e       | 4 × 400 m | 3 min 05 s 54 |

### Records
| Épreuve    | Épreuve      | Performance  | Lieu       | Date            |
| ---------- | ------------ | ------------ | ---------- | --------------- |
| 100 mètres | 100 mètres   | 10 s 19      | Perth      | 22 janvier 2005 |
| 200 mètres | 200 mètres   | 20 s 44      | Darwin     | 17 mai 2005     |
| 400 mètres | En plein air | 45 s 02      | Canberra   | 22 février 2003 |
| 400 mètres | En salle     | 45 s 93 (AR) | Birmingham | 2 mars 2003     |